# Feng-sien
Městský obvod Feng-sien (čínsky v českém přepisu Feng-sien čchü, pchin-jinem Fèngxián Qū, znaky tradiční 奉賢區) je jeden z městských obvodů v Šanghaji, jednom z největších měst Čínské lidové republiky. K roku 2010 měl přibližně milión trvale hlášených obyvatel a až dvojnásobek dalších obyvatel. Jeho plocha je přibližně 704 čtverečních kilometrů.

## Poloha

Feng-sien na mapě Šanghaje

Feng-sien leží na jižním okraji Šanghaje a jeho jižní hranici tak určuje břeh zátoky Chang-čou Východočínského moře. Na západě hraničí s Ťin-šanem a Sung-ťiangem, na severu s Min-changem a na severovýchodě a východě s Pchu-tungem.